# Duffeilanden
De Duffeilanden zijn een eilandengroep in de provincie Temotu in de Salomonseilanden. Ze hebben een oppervlakte van in totaal 10,1 vierkante kilometer en het hoogste punt ligt op 365 meter. Er komt slechts één zoogdier voor, de tongavleerhond (Pteropus tonganus).
De Duffeilanden bestaan uit 11 eilanden:
- Taumako, het grootste eiland, met daarnaast Tahua en Tohua
- De Basseilanden: Lua, Kaa and Loreva
- Treasurer's Eilanden: Tuleki (Anula), Elingi (Obelisk Island), Te Aku (Te Ako), Lakao en Ulaka

De naam komt van het schip met missionarissen Duff van kapitein James Wilson, die de eilanden in 1797 bereikte op weg van Australië naar Tahiti.